# Eparquía de Vidin

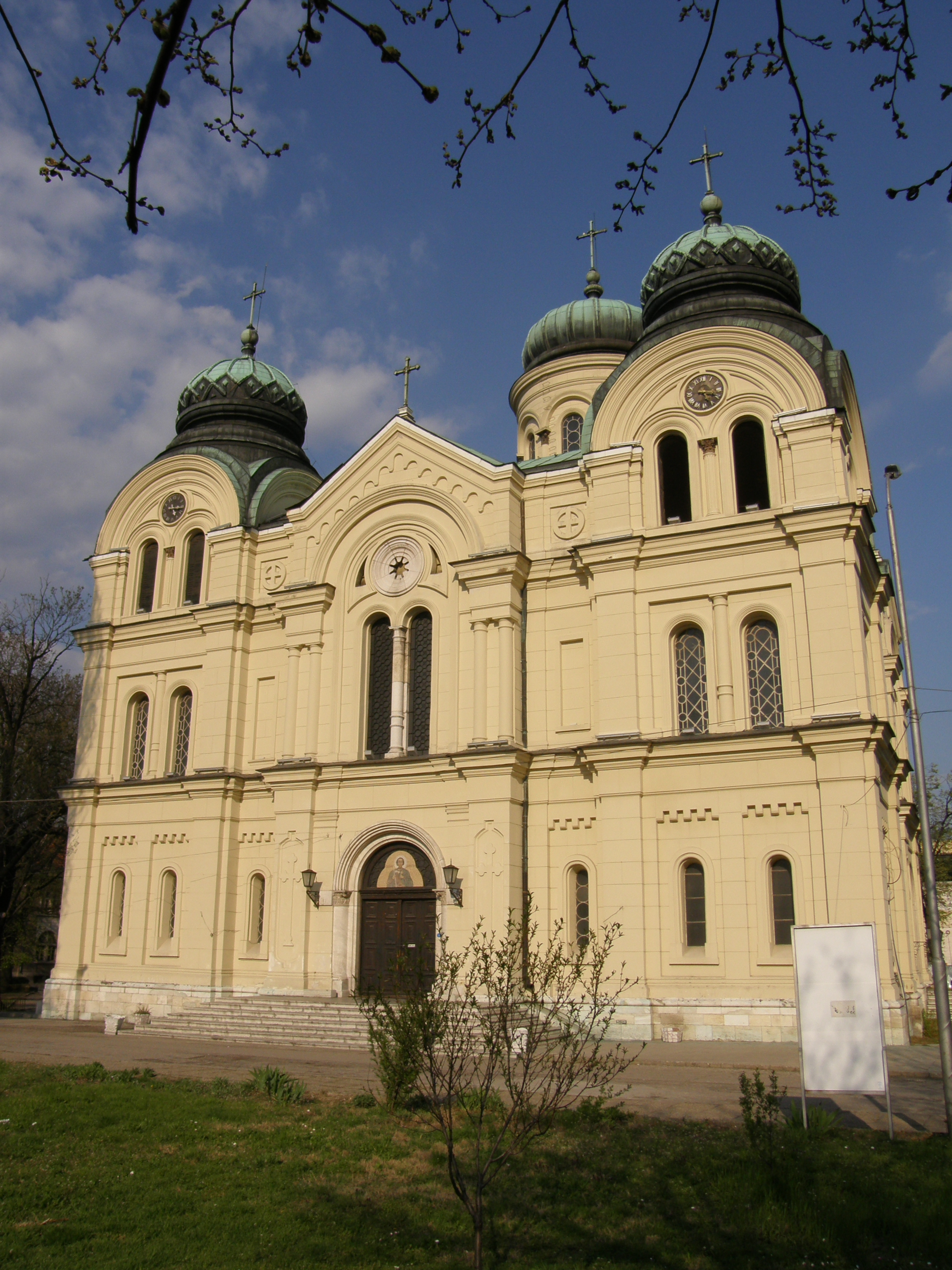
Catedral de San Demetrio, sede de la eparquía de Vidin.

La Eparquía de Vidin (en búlgaro: Видинска епархия) es una eparquía de la Iglesia ortodoxa búlgara con sede en la ciudad de Vidin, Bulgaria, en la Catedral de San Demetrio. La eparquía cuenta con 45 iglesias, 9 monasterios  y se divide en cinco vicariatos: Vidin, Lom, Berkovica, Kula y Belogradchik.

## Eparcas de Vidin
- Antim I (1868-1872)
- Cirilo de Plovdiv (1889-1914)
- Neófito Vidin (1914-1971)
- Filareto de Vidin (1971-1987)
- Domiciano de Vidin (1987-2017)
- Daniel de Vidin (2018-actualidad)